# Giancarlo Sitra
Giancarlo Sitra (Crotone, 26 marzo 1949 – Crotone, 5 settembre 2020) è stato un politico e dirigente d'azienda italiano, sindaco di Crotone dal 1990 al 1991.

## Biografia
Fu deputato della XI legislatura, eletto in occasione delle politiche del 1992 con 9.880 preferenze nelle liste del Partito Democratico della Sinistra (circoscrizione Catanzaro-Cosenza-Reggio Calabria).
Venne rieletto deputato della XII legislatura alle politiche del 1994 con i Progressisti, nel collegio di Crotone, con 28.793 voti.
Concluse la sua esperienza politico-istituzionale negli anni duemila, svolgendo il ruolo di assessore della Provincia di Crotone e infine di Presidente del Consiglio comunale di Crotone tra il 2006 e il 2011. In quest'ultima fase è stato segretario provinciale del PdCI.